# Wurmbergschanze
Wurmbergschanze – normalna skocznia narciarska o punkcie konstrukcyjnym K90, znajdująca się w niemieckim Braunlage.
Rekordzistą obiektu jest norweski skoczek narciarski Morten Solem, który podczas zawodów Pucharu Kontynentalnego skoczył 101 metrów.

## Dane o skoczni
- Punkt konstrukcyjny: 90 m
- Wielkość skoczni (HS): 100 m
- Punkt sędziowski: 100 m
- Rekord skoczni: 101 m -  Morten Solem (02.02.2003)
- Długość rozbiegu: 86 m
- Nachylenie rozbiegu: 36°
- Nachylenie progu: 10,5°
- Wysokość progu: 2,6 m
- Nachylenie zeskoku: 34,75°
- Średnia prędkość na rozbiegu: ok. 88,9 km/h